# Zraková ostrost
Zraková ostrost (vizus) označuje schopnost vyšetřovaného rozpoznat malé detaily. Zraková ostrost závisí na ostrosti obrazu promítnutého na sítnici, na stavu sítnice (rozlišovací schopnost oka) a na zpracování obrazu v mozku (schopnost poznat a schopnost číst). Při pozorování předmětu se zdravé oči nastaví tak, aby obraz předmětu v obou očích dopadal na žlutou skvrnu, přesněji na její část nazvanou fovea – místo nejostřejšího vidění. V této části jsou přítomny pouze čípky. Vzhledem k jejich velikosti je mez rozlišovací schopnosti oka 1 úhlová minuta (0,0003 rad) a tento úhel byl vzat za základ hodnocení zrakové ostrosti pomocí tabulí s obrazci, tzv. optotypů (Snellenova tabule, obrázkový optotyp, Pflügerovy háky, Landoltovy kruhy a další). Vyšetření zrakové ostrosti je typ vyšetření, při kterém musí pacient s lékařem spolupracovat a musí porozumět, co po něm lékař požaduje. Jinak může být zkreslené.

## Vyjádření hodnoty zrakové ostrosti
Při měření zrakové ostrosti do dálky se stanovuje nejvzdálenější bod, který vidí oko ostře bez akomodace, tzv. daleký bod. U zdravého oka to je nekonečno, pro praxi stačí 5 metrů, standardní vyšetřovací vzdálenost je 6 m (20 stop). Provádí se výše zmíněnými optotypy. Zraková ostrost se vyjadřuje zlomkem, kde v čitateli je vyšetřovací vzdálenost (vzdálenost od optotypu) a ve jmenovateli vzdálenost, ze které by "standardně zdravé" oko tuto velikost znaku zaznamenalo. Zlomek 6/12 (20/40) tedy znamená, že vyšetřovaný z 6 metrů (20 stop) rozlišil znak, který zdravé oko rozliší z 12 metrů (40 stop). Zdravé oko má zrakovou ostrost 6/6 (nebo 20/20) anebo i poněkud lepší, například 6/5. Vizus lze také vyjádřit převedením tohoto zlomku na desetinné číslo. Ve vědeckých publikacích se pak často používá LogMAR (z anglického Logarithm of the Minimum Angle of Resolution), což je dekadický logaritmus minimálního úhlu rozlišení, který je převrácenou hodnotou vízu.
Při měření zrakové ostrosti do blízka se stanovuje nejbližší bod, který vidí oko ostře s maximální akomodací, tzv. blízký bod. Provádí se na vzdálenost 40 cm pomocí Jägerovy tabulky.

## Faktory ovlivňující zrakovou ostrost
- Refrakční vady vznikají, když optický aparát oka nezaostří obraz na sítnici. To se stane v případě dalekozrakosti (hypermetropie), krátkozrakosti (myopie) a astigmatismu.
- Anatomické a funkční dispozice oka, především funkčnost sítnice, funkčnost a rozložení tyčinek a čípků, funkčnost zrakové dráhy a zrakových center.
- Psychologické faktory, jako jsou kontrast (nestejná světelnost dvou částí zorného pole), oslnění, pozornost, únava, stres.